# Soultz-sous-Forêts
Soultz-sous-Forêts je občina v departmaju Bas-Rhin francoske regije Alzacija.
Leta 1990 je v občini živelo 2 185 oseb oz. 144 oseb/km².